# 1461 هـ
1461 هي سنة في التقويم الهجري تمتد مقابلةً في التقويم الميلادي بين سنتي 2039 و2040، ويرجّح أن يقابل بدايتها في التقويم الميلادي 26 يناير 2039.
1. 1 2  مذكور في: تقويم القرون (ذات السلاسل، 1405هـ). الصفحة: 263. الناشر: ذات السلاسل. لغة العمل أو لغة الاسم: العربية. تاريخ النشر: 1984. المُؤَلِّف: صالح العجيري.